# Prix Guizot-Calvados
 (août 2025).
Motif : absence totale de sources secondaires indépendantes, pérennes et de qualité permettant de mesurer la notoriété encyclopédique réelle de ce prix
- Archive Wikiwix
- Bing
- Cairn
- DuckDuckGo
- E. Universalis
- Gallica
- Google
- G. Books
- G. News
- G. Scholar
- Persée
- Qwant
- (zh) Baidu
- (ru) Yandex
- (wd) trouver des œuvres sur Wikidata

| 1. | Préciser le motif de la pose du bandeau. | Précisez le motif de la pose du bandeau en utilisant la syntaxe suivante : {{admissibilité à vérifier\|date=août 2025\|motif=remplacez ce texte par le motif}}                            |
| 2. | Informer les utilisateurs concernés.     | Pensez à avertir le créateur de l'article, par exemple, en insérant le code ci-dessous sur sa page de discussion : {{subst:avertissement admissibilité à vérifier\|Prix Guizot-Calvados}} |

Le prix Guizot-Calvados a été créé en 1993 pour commémorer François Guizot, député du Calvados de 1830 à 1848, à l’initiative d'Anne d’Ornano, présidente du Conseil général du Calvados, de François Furet, de l’Académie française, et de l’Association François Guizot-Val Richer qui regroupe des descendants de l’homme d’État.
Il est attribué tous les deux ans à l’auteur d’une grande œuvre d’histoire ou d’étude du monde contemporain accessible à un large public.
Le lauréat est choisi par un jury international dont le premier président a été François Furet, de l’Académie française, et qui est actuellement composé de Jean-Denis Bredin, Gabriel de Broglie, Bernard Guenée, Emmanuel Leroy_Ladurie, de l’Institut, Alain Lancelot, ancien membre du Conseil constitutionnel, Sudhir Hazareesingh (Oxford), Patrice Gueniffey (Paris), Georges de Ménil (Boston), Mona Ozouf (Paris), Philippe Raynaud (Paris), Quentin Skinner (Cambridge), Rudolf von Thadden (Göttingen) et Laurent Theis (Paris). Le jury est présidé par Jean-Claude Casanova, de l’Institut.

## Lauréats
- 1994 : Jaques Krynen, L'Empire du roi. Idées et croyances politiques en France, XIIIe-XIVe siècle, Gallimard.
- 1996 : Éric Roussel, Jean Monnet, Fayard.
- 1998 : Lucien Jaume, L'Individu effacé, ou le paradoxe du libéralisme français, Fayard.
- 2000 : Pierre Milza, Mussolini, Fayard.
- 2002 : Mona Ozouf, Les Aveux du roman, Fayard.
- 2004 : Simon Leys, Les Naufragés du Batavia, Arléa.
- 2006 : Alain Finkielkraut, Nous autres, modernes. Quatre leçons, Ellipses / École Polytechnique.
- 2008 : Arlette Jouanna, La Saint Barthélemy, Gallimard
- 2010 : Édouard Balladur, Le pouvoir ne se partage pas, Fayard
- 2012 : Pierre Manent, Les métamorphoses de la Cité. Essai sur la dynamique de l’Occident et Le regard politique, Flammarion